# Китайски синдром
Китайски синдром (на английски: The China Syndrome) е американски филм от 1979 година с участието на Джейн Фонда, Джак Лемън и Майкъл Дъглас. Има няколко номинации за Оскар. Заглавието на филма е намек за това, което може да се случи при дефект в американска атомна централа. Филмът излиза само две седмици преди истинския инцидент на Тримилния остров.
Младата репортерка Кимбърли Уелс (Джейн Фонда) и нейният оператор Ричард Адамс (Майкъл Дъглас) правят поредица от репортажи за алтернативните източници на енергия. Докато посещават една атомна централа, те са свидетели на инцидент, който Ричард заснима тайно дори след като му е наредено да изключи видеокамерата. Кимбърли иска да публикува информацията за случая, но телевизионната компания отказва да пусне предаването в ефир или да публикува статия, защото се страхува от скандал. Тогава тя сама се впуска в разследване, което я забърква в конспирация за покриване на инцидента.